# Radisson Indy 200 1999
Radisson Indy 200 1999 var ett race som var den femte deltävlingen i Indy Racing League 1999. Racet kördes den 27 juni på Pikes Peak International Raceway. Greg Ray tog sin första seger i IRL, vilket kom att bli en språngbräda mot hans första titel senare under säsongen. Sam Schmidt och Davey Hamilton blev tvåa och trea, medan Scott Goodyear behöll mästerskapsledningen, trots sin tolfteplats.

## Slutresultat
| Plats | Förare                | Team                   | Grid |
| ----- | --------------------- | ---------------------- | ---- |
| 1     | Greg Ray              | Team Menard            | 1    |
| 2     | Sam Schmidt           | Treadway Racing        | 4    |
| 3     | Davey Hamilton        | Galles Racing          | 9    |
| 4     | Eddie Cheever         | Cheever Racing         | 11   |
| 5     | Buddy Lazier          | Hemelgarn Racing       | 12   |
| 6     | Robby Unser           | Team Pelfrey           | 6    |
| 7     | Kenny Bräck           | A.J. Foyt Enterprises  | 13   |
| 8     | Scott Sharp           | Kelley Racing          | 17   |
| 9     | Jeff Ward             | ISM Racing             | 18   |
| 10    | Jaques Lazier         | Truscelli Racing       | 23   |
| 11    | Stéphan Grégoire      | Dick Simon Racing      | 15   |
| 12    | Scott Goodyear        | Panther Racing         | 14   |
| 13    | Johnny Unser          | Hemelgarn Racing       | 16   |
| 14    | Jimmy Kite            | McCormack Motorsports  | 10   |
| 15    | Buzz Calkins          | Bradley Motorsports    | 24   |
| 16    | John Hollansworth Jr. | TeamXtreme             | 2    |
| 17    | Steve Knapp           | ISM Racing             | 21   |
| 18    | Raul Boesel           | Brant Racing           | 20   |
| 19    | Scott Harrington      | McCormack Motorsports  | 8    |
| 20    | Eliseo Salazar        | Nienhouse Motorsports  | 19   |
| 21    | Mark Dismore          | Kelley Racing          | 3    |
| 22    | Donnie Beechler       | Cahill Racing          | 22   |
| 23    | Tyce Carlson          | Blueprint-Immke Racing | 5    |
| 24    | Billy Boat            | A.J. Foyt Enterprises  | 7    |
| 25    | Robbie McGehee        | Conti Racing           | 25   |